# 2017년 서울국제실험영화페스티벌
제14회 서울국제실험영화페스티벌은 2017년 7월 13일에 열린 시상식이다.

## 수상 및 후보

### BEST EXiS AWARD
- 안에서도 밖에서처럼 - 마누엘라 드 라보르드 수상

### KOREAN EXiS AWARD
- 워터/미스트/파이어/오프 - 임영주 수상

### Jungwoon AWARD
- 나무 - 채형식 수상

### 엑스-나우
- 세르게이 - 마크 라파포트
- 기차의 도착 - 톰 앤더슨
- 엑스터시 - 디 후
- 카메라 위협 - 베른트 뤼첼러
- 세계 - 미카 타닐라
- 앤서 프린트 - 모니카 사비론
- 350 미야 - 테라 롱
- 화염 - 크리스티안 델가도 외 1명
- 헬리오폴리스 헬리오폴리스 - 아냐 도르니덴 외 1명
- 하늘의 꽃 - 재니 가이저
- 25 - 샤오 야오
- 빛-소리 장치에 대한 인상 - 컬렉티보 로스 인그라비도스
- 아부 아마르가 온다 - 나임 모하이에멘
- 운해(雲海) - 조지 클락
- 로스 (데)펜디엔테스 - 세바스티안 비드만
- 하이뷰 - 사이먼 류
- 저 꿈이 계속 타오르게 하라 - 라이너 콜버거
- 안에서도 밖에서처럼 - 마누엘라 데 라보르데
- 아라비다 - 티네 제너
- 025 선셋 레드 - 라이다 레춘디
- 드리머 - 나다니엘 도어스키
- 리셋 - 박선주
- (100ft) - 김민정
- 워터/미스트/파이어/오프 - 임영주
- 가니메데 - 문유진
- 하드보일드 러브 스토리 - 노영미
- 잠재적 응시 - 조승호
- 나무 - 채형식
- 버려진 꽃 - 전준혁
- 사라진 인물들과 사라지지 않은 세계 혹은 그 반대 - 차미혜
- 올드 햇 - 자크 이안나찌

### 엑스-초이스
- 레드 헐리우드 - 톰 앤더슨 외 1명
- 힘의 우회 - 레베카 바론
- 반 레오의 사진들 - 아크람 자타리
- 빛의 모조품 - 에릭 뷜로
- 자유낙하 - 히토 슈타이얼
- 아름다운 안드레아 - 히토 슈타이얼
- 지구 중심으로부터 바깥으로 - 로사 바바
- 고무 도포 강철 - 로렌스 아부 함단
- 489년 - 권하윤
- 모델 빌리지 - 권하윤
- 일리노이 우화 - 데보라 스트래트먼
- 피플 파워 폭탄선언: 베트남 장미의 일기 - 존 토레스

### 엑스-레트로
- 굿-바이 - 카나이 카츠
- 크로스로드 - 브루스 코너
- 브레이크어웨이 - 브루스 코너
- 코스믹 레이 - 브루스 코너
- 화이트 로즈 - 브루스 코너
- 5분 10초를 꿈나라로 - 브루스 코너
- 마릴린 타임즈 파이브 - 브루스 코너
- 보스턴 화재 - 피터 허튼
- 풍경(마농을 위하여) - 피터 허튼
- 로지 심포니 - 피터 허튼
- 시간과 물결 - 피터 허튼
- 주기적 굴절 - 마르티네스
- 길가와 매립지 - 말릭 아말리야
- 연금술로 내 왕국의 모든 것을 금으로 - 칼리 스타크
- 서스펜션 - 바네사 오닐
- 내 인생의 모든 것 - 브루스 베일리
- 빌라봉 - 윌 힌들
- 필드 스터디 #2 - 건바 넬슨
- 스프링 플레이버 - 켄 폴 로젠탈
- 17가지 이유 - 나다니엘 도어스키

### 인디 비주얼
- 어디도 아닌 곳 ▪ 다른 공간 - 린다 라이
- 도어 게임, 윈도 프레임: 유사 드라마 - 린다 라이
- 미시 서사: 시각적 시 - 린다 라이
- 보이는 목소리, 들리는 이미지 - 린다 라이
- 흙 얼음 꽃 아래 흐르는 피가 내뿜는 전파 - 샌디 딩
- 프리즘 - 샌디 딩
- 닫힌 꿈 - 샌디 딩
- 뜻밖의 응답 - 정은영
- 무영탑 - 정은영
- 정동의 막 - 정은영
- 노래는 부르지 않을 것입니다 - 정은영

### 아시아 포럼
- 원거리 작용 - 천 인-쥐
- 안개 속 - 버려진 도시 - 판 쯔-밍
- 침식의 짧은 역사 - 린 스-지에
- 내가 당신과 함께 나이 들어갈 때 - 니우 쥔-치앙
- 마이크 테스트 : 황 구어-진에게 보내는 편지 - 쉬 츠어-위
- 스타게이징 - 우 쯔-안
- 사적 컬렉션 - 우 츠-위
- 달리기에 익숙해지기 - 잼슨 로
- 자유도시를 위한 청사진 - 도 훈 핑
- 여파의 탈은폐 - 도 훈 핑
- 악솔로틀의 행복 - 디에고 라미레스
- 20세기의 유령 - 일레인 왕
- 버전 7 - 응 착-항
- 정리 8 - 헥터 로드리게스
- 복싱 모스라이트 - 헥터 로드리게스